# NGC 1336
NGC 1336 је елиптична галаксија у сазвежђу Пећ која се налази на NGC листи објеката дубоког неба.
Деклинација објекта је - 35° 42' 48" а ректасцензија 3h 26m 32,0s. Привидна величина (магнитуда) објекта NGC 1336 износи 12,1 а фотографска магнитуда 13,1. Налази се на удаљености од 19,650 милиона парсека од Сунца. NGC 1336 је још познат и под ознакама ESO 358-2, MCG -6-8-16, FCC 47, PGC 12848.